# 由良道子
由良 道子（ゆら みちこ、本名：細見 よね、1901年（明治34年）10月14日 - 1918年（大正7年）8月17日）は、宝塚少女歌劇団男役スター。宝塚歌劇団1期生。同期生に大江文子、小倉みゆき、雲井浪子、高峰妙子や初代若菜君子らがいる。大阪府出身。

芸名は小倉百人一首の第46番：曽禰好忠の
より、宝塚歌劇団創設者の小林一三によって命名された。

## 略歴・エピソード
1913年7月、宝塚唱歌隊（この年の12月に宝塚少女歌劇団養成会に改称、現在の宝塚音楽学校）に11歳で入隊。
1914年4月 - 5月、宝塚少女歌劇（現在の宝塚歌劇団）の初公演である『ドンブラコ』で雉を演じた。当時12歳であった。
日舞の名手でもあり、男役を得意としていた。
在団中に病に倒れ、1918年8月17日に現役の劇団員のまま満16歳で死去した。宝塚歌劇団1期生そして宝塚歌劇団生徒として、最初の物故者である。また、記録に残っている宝塚歌劇団生徒の中では、最も短命だった人物でもある。
脚注の「歌劇と歌劇俳優」には生年月日が明治32年10月14日と記載されている。したがって亡くなったのは18歳であり、最も短命だったとは言えない可能性がある。

## 宝塚少女歌劇団時代の主な舞台出演
- 『ドンブラコ』- 雉 役、『浮れ達摩』『胡蝶』（1914年4月1日 - 5月30日、宝塚歌劇場〈パラダイス劇場〉）
- 『雛祭』（1915年3月21日 - 5月23日、宝塚歌劇場〈パラダイス劇場〉）
- 『三人獵師』（1915年10月20日 - 11月31日[要検証 – ノート]、宝塚歌劇場〈パラダイス劇場〉）
- 『櫻大名』（1916年3月19日 - 5月21日、宝塚歌劇場〈パラダイス劇場〉）
- 『松風村雨』（1916年7月20日 - 8月31日、宝塚歌劇場〈パラダイス劇場〉）
- 『笑の國』（1917年1月1日 - 1月10日、宝塚歌劇場〈パラダイス劇場〉）
- 『爲朝』『藤あやめ』（1917年3月20日 - 5月20日、宝塚歌劇場〈パラダイス劇場〉）
- 『桃色鸚鵡』『女曾我』（1917年7月20日 - 8月31日、宝塚歌劇場〈パラダイス劇場〉）